# Comuna Alingsås
Alingsås (Alingsås kommun) este o comună din comitatul Västra Götalands län, Suedia.

## Geografie

### Zone urbane
Lista celor mai mari zone urbane din comună (anul 2015) conform Biroului Central de Statistică al Suediei:
| Nr | Zona urbană          | Pop.   |
| -- | -------------------- | ------ |
| 1  | Alingsås             | 26.329 |
| 2  | Ingared              | 1.703  |
| 3  | Sollebrunn           | 1.482  |
| 4  | Västerbodarna        | 1.123  |
| 5  | Gräfsnäs             | 393    |
| 6  | Hemsjö               | 370    |
| 7  | Stora Mellby         | 349    |
| 8  | Hjälmared            | 266    |
| 9  | Långared             | 264    |
| 10 | Färgens östra strand | 257    |

## Demografie
| \| Evoluția demografică în comuna Alingsås, 1970–2015 \| Evoluția demografică în comuna Alingsås, 1970–2015 \| Evoluția demografică în comuna Alingsås, 1970–2015 \| Evoluția demografică în comuna Alingsås, 1970–2015 \| Evoluția demografică în comuna Alingsås, 1970–2015 \| \| ----------------------------------------------------------------------------------------------------- \| -------------------------------------------------- \| -------------------------------------------------- \| -------------------------------------------------- \| -------------------------------------------------- \| \| An \| \| \| Locuitori \| \| \| 1970 \| 1970 \| \| 26529 \| 26529 \| \| 1975 \| 1975 \| \| 27796 \| 27796 \| \| 1980 \| 1980 \| \| 29637 \| 29637 \| \| 1985 \| 1985 \| \| 31394 \| 31394 \| \| 1990 \| 1990 \| \| 33626 \| 33626 \| \| 1995 \| 1995 \| \| 34758 \| 34758 \| \| 2000 \| 2000 \| \| 35153 \| 35153 \| \| 2005 \| 2005 \| \| 36010 \| 36010 \| \| 2010 \| 2010 \| \| 37796 \| 37796 \| \| 2015 \| 2015 \| \| 39602 \| 39602 \| \| Sursa: SCB - Statistika Centralbyrån, Folkmängd efter region, civilstånd, ålder och kön. År 1968–2016 \| \| \| \| \| |      |  |           |       |
| Evoluția demografică în comuna Alingsås, 1970–2015 |      |  |           |       |
| An |      |  | Locuitori |       |
| 1970 | 1970 |  | 26529     | 26529 |
| 1975 | 1975 |  | 27796     | 27796 |
| 1980 | 1980 |  | 29637     | 29637 |
| 1985 | 1985 |  | 31394     | 31394 |
| 1990 | 1990 |  | 33626     | 33626 |
| 1995 | 1995 |  | 34758     | 34758 |
| 2000 | 2000 |  | 35153     | 35153 |
| 2005 | 2005 |  | 36010     | 36010 |
| 2010 | 2010 |  | 37796     | 37796 |
| 2015 | 2015 |  | 39602     | 39602 |
| Sursa: SCB - Statistika Centralbyrån, Folkmängd efter region, civilstånd, ålder och kön. År 1968–2016 |      |  |           |       |